# Gully

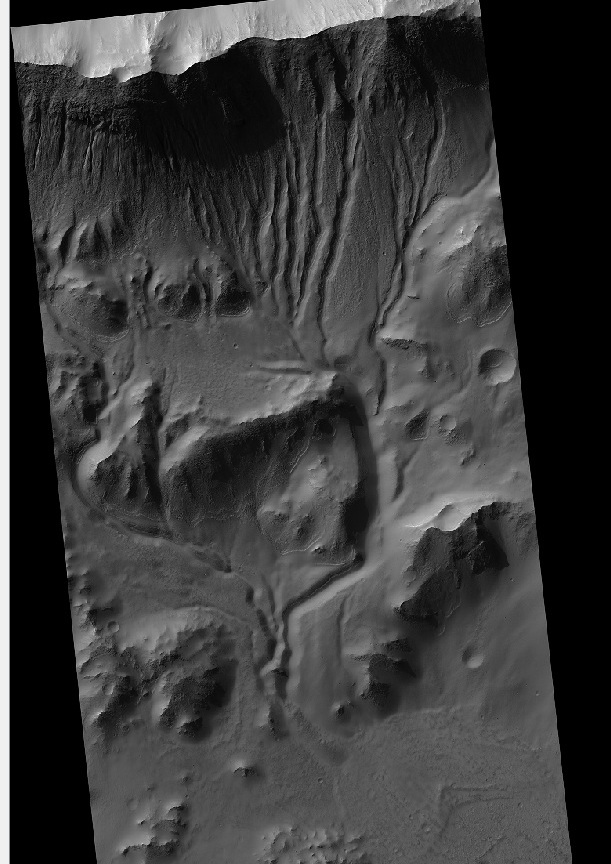
Tipici Gully presenti sulla superficie di Marte (33.6° S, 169.7° E). I gully veri e propri sono localizzati sul pendio nella parte alta dell'immagine, e convergono verso il basso fino a formare veri e propri alvei fluviali. In basso a destra, l'alveo principale dà origine ad una conoide alluvionale. Fonte: NASA

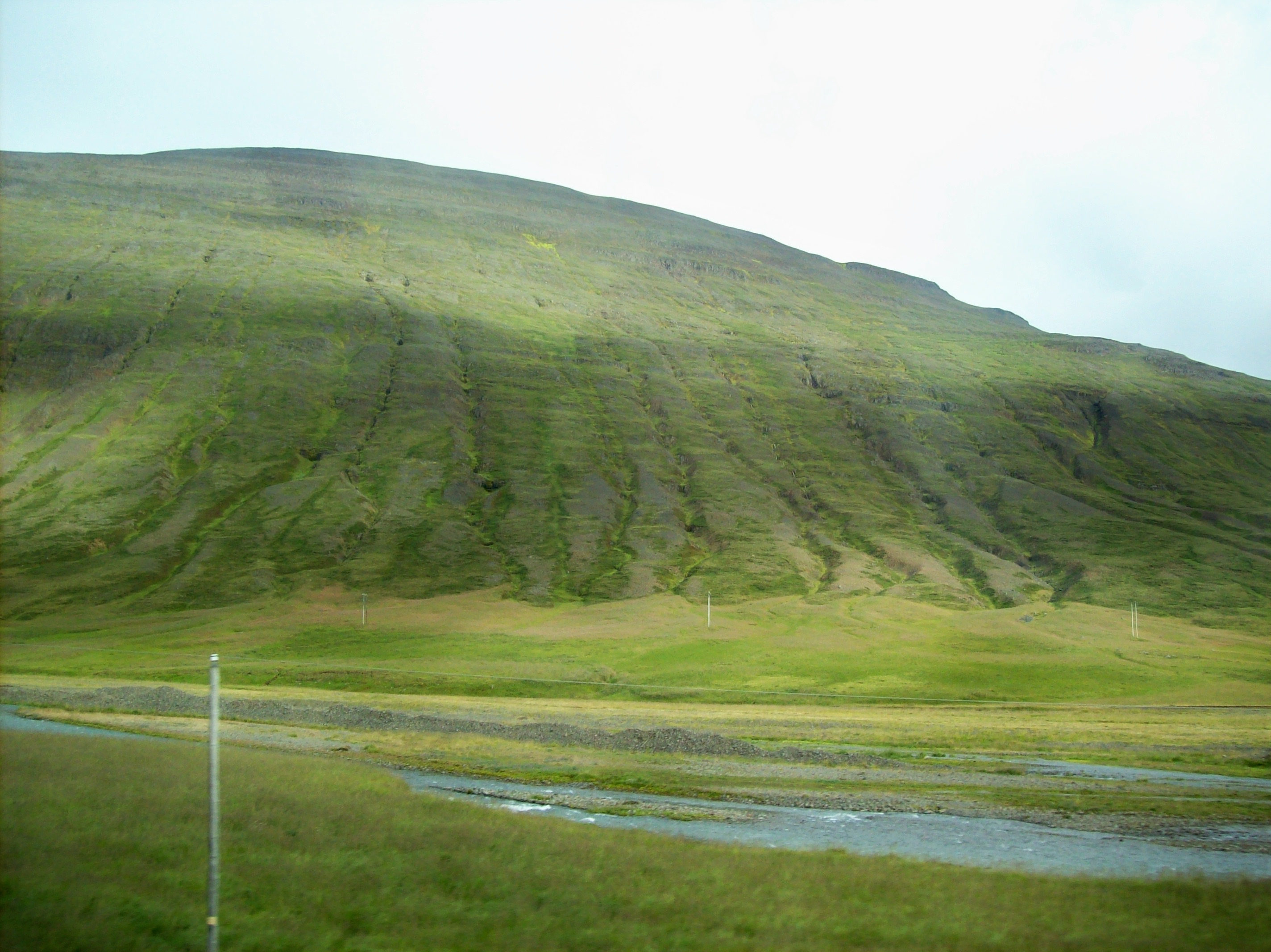
Gully terrestri formatisi su un versante vallivo in Islanda, evidentemente simili a quelli marziani.

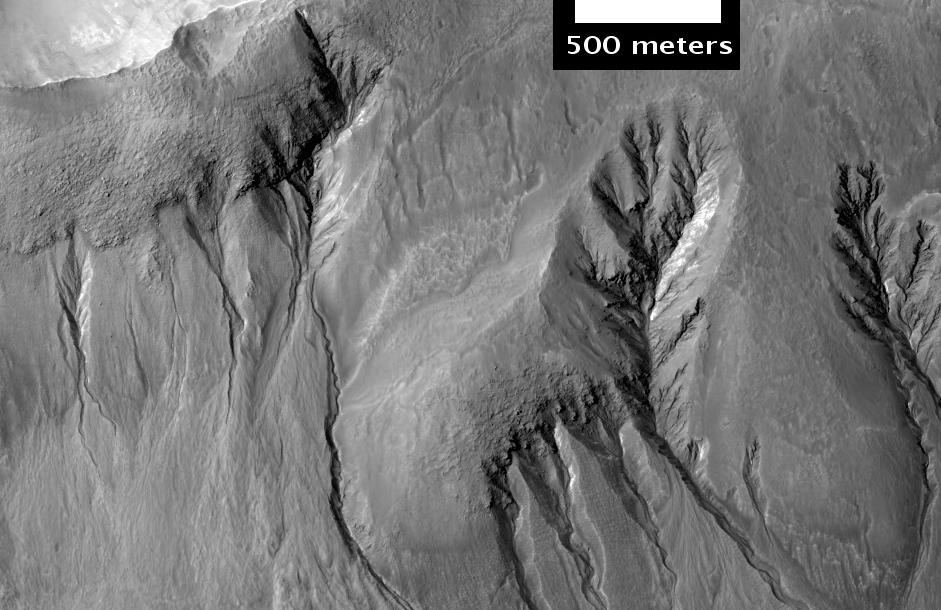
Gully ramificati sulla superficie di Marte. (38.9° S, 195.9° E) Fonte: NASA

Gully è il termine utilizzato per indicare elementi morfologici prodotti dall'erosione su pareti interne di crateri sul pianeta Marte. Si tratta di solchi fortemente incisi, con profilo trasversale a V e andamento da rettilineo a debolmente sinuoso, singoli o con un pattern ramificato. Questo tipo di morfologia è diffuso anche sulla Terra, ove rappresenta fenomeni di erosione superficiale di suoli incoerenti o poco coerenti da parte delle acque meteoriche su pendii ad elevata inclinazione, con copertura vegetale scarsa o assente. Sono comuni nelle aree con clima arido in cui si ha la disponibilità di acqua corrente da precipitazioni oppure, in clima freddo, da disgelo, concentrate in brevi periodi. Su Marte, sono in generale scarsamente interessati da crateri di impatto meteoritico, quindi si tratta verosimilmente di forme d'erosione relativamente recenti. La loro scoperta è una prova, seppur non definitiva, della presenza di acqua sulla superficie o nella parte più superficiale del sottosuolo del pianeta nel passato recente.
Le osservazioni svolte tramite la sonda spaziale statunitense Mars Global Surveyor hanno permesso di accertare un numero notevole di queste strutture, che interessano però prevalentemente i pendii craterici rivolti verso i poli, e si trovano concentrate intorno a 30-44 gradi di latitudine su entrambi gli emisferi. Queste forme d'erosione sono probabilmente attive allo stato attuale della superficie del pianeta. Infatti due gully rilevati in due distinti crateri (Terra Sirenum, a lat. 37° sud e Centauri Montes, a lat. 39° sud) sono stati osservati per la prima volta rispettivamente nel 2000 e nel 2001, e, ripresi successivamente a cinque anni di distanza, appaiono caratterizzati da riempimenti di colore chiaro (presumibilmente una miscela di ghiaccio e sedimenti, solidificatisi in breve tempo). 

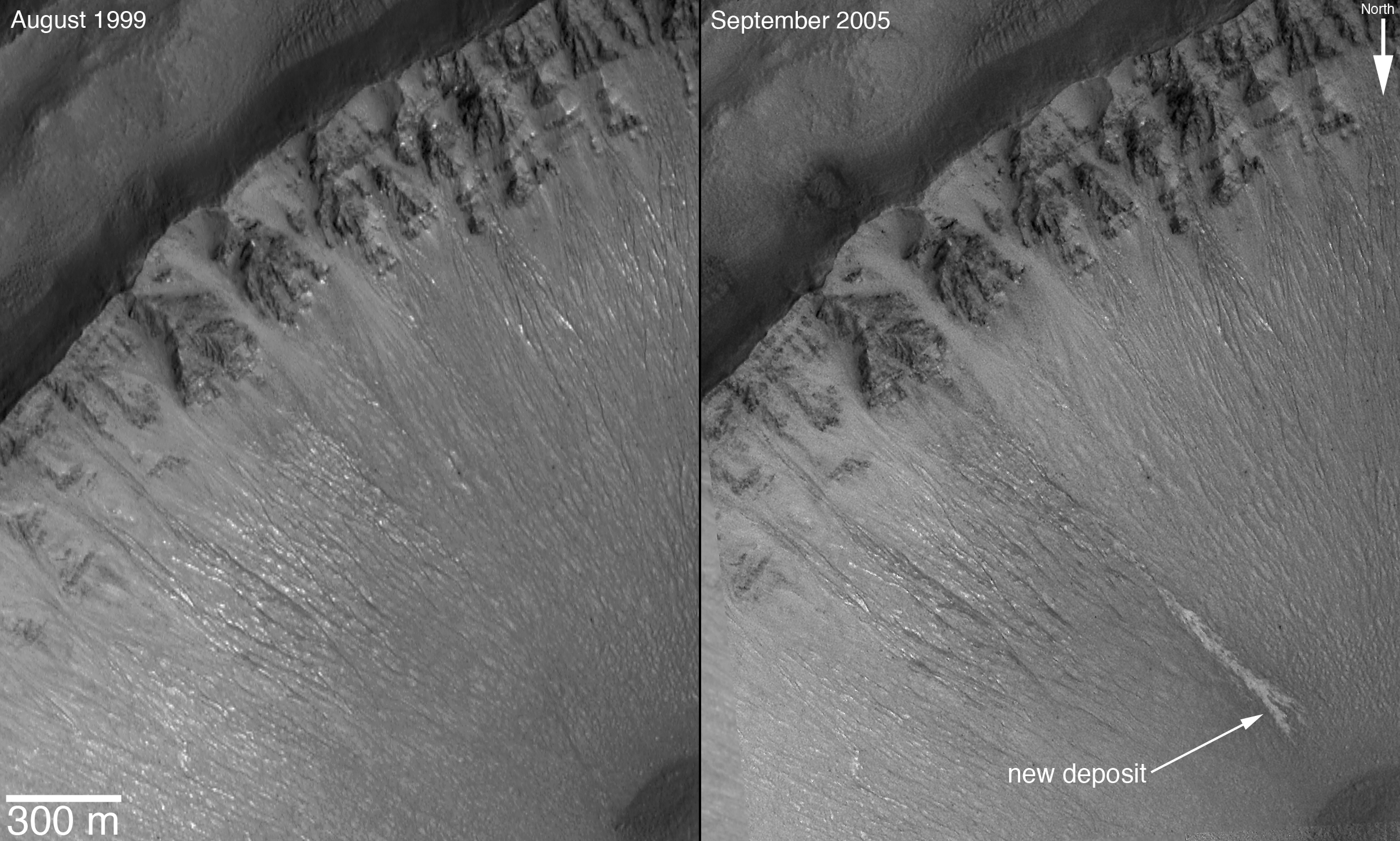
I Gully di Centauri Montes (lat.39° sud), ripresi in due momenti successivi a distanza di circa 5 anni: a destra si vede che una di queste forme d'erosione è riempita da materiale di colore più chiaro rispetto ai sedimenti dominanti. Fonte: NASA

La maggior parte degli scienziati sostiene che questi canaloni denuncino l'esistenza di corsi d'acqua che si attiverebbero per brevi periodi di tempo. Si stima che la quantità d'acqua necessaria ad operare i cambiamenti osservati sia pari a quella contenuta in cinque/dieci piscine olimpiche. Tuttavia osservazioni più recenti hanno portato ricercatori della Johns Hopkins University a sostenere che non sia l'acqua a generare tali formazioni, ma forse l'anidride carbonica .
L'origine dei gully non è del tutto chiara. Probabilmente si tratta di forme d'erosione dovute alla fuoriuscita di acque dal sottosuolo o della fusione di ghiacci prossimi alla superficie. Le sacche di ghiaccio verrebbero portate alla luce per vari motivi, ad esempio delle frane, oppure a seguito dell'azione dei venti. Una parte minoritaria del mondo scientifico ritiene che si tratti più semplicemente di piccole frane di detriti, anche se ciò sembra essere smentito dalla natura dei pendii in cui sono stati scavati i gully.